# Carlos Volante
Carlos Martín Volante (Lanús, Buenos Aires; 11 de noviembre de 1905 - Milán, Italia, 9 de octubre de 1987) fue un futbolista y entrenador argentino. Como futbolista jugaba de volante,  posición que fue bautizada de esa manera por su apellido.

## Carrera

### Lanús
Volante se formó y debutó en Lanús en el campeonato de 1924. En el granate jugó hasta 1926.

### General San Martín
En 1926 llegó a General San Martín, un equipo del conurbano bonaerense. 

### Platense
En 1928 llega a Platense, para disputar el Campeonato de 1928, donde Platense se colocaría en los puestos de mitad de tabla, pero Volante se destacaría.

### Napoli
A principios de la década del 30, Volante se muda a Italia para jugar en Napoli. Con el equipo napolitano terminó noveno en el campeonato.

### Livorno
En la temporada siguiente se suma a Livorno y saldría campeón de la Serie B, logrando el ascenso a la Serie A.

### Torino
En la temporada 1933/34 llega al que sería su último equipo en Italia, Torino.

### Rennes
En 1934 viaja a Francia para sumarse a Rennes. En el club francés tendría una gran temporada, llegando a la final de la Copa de Francia, donde sería derrotado por Olympique de Marsella.

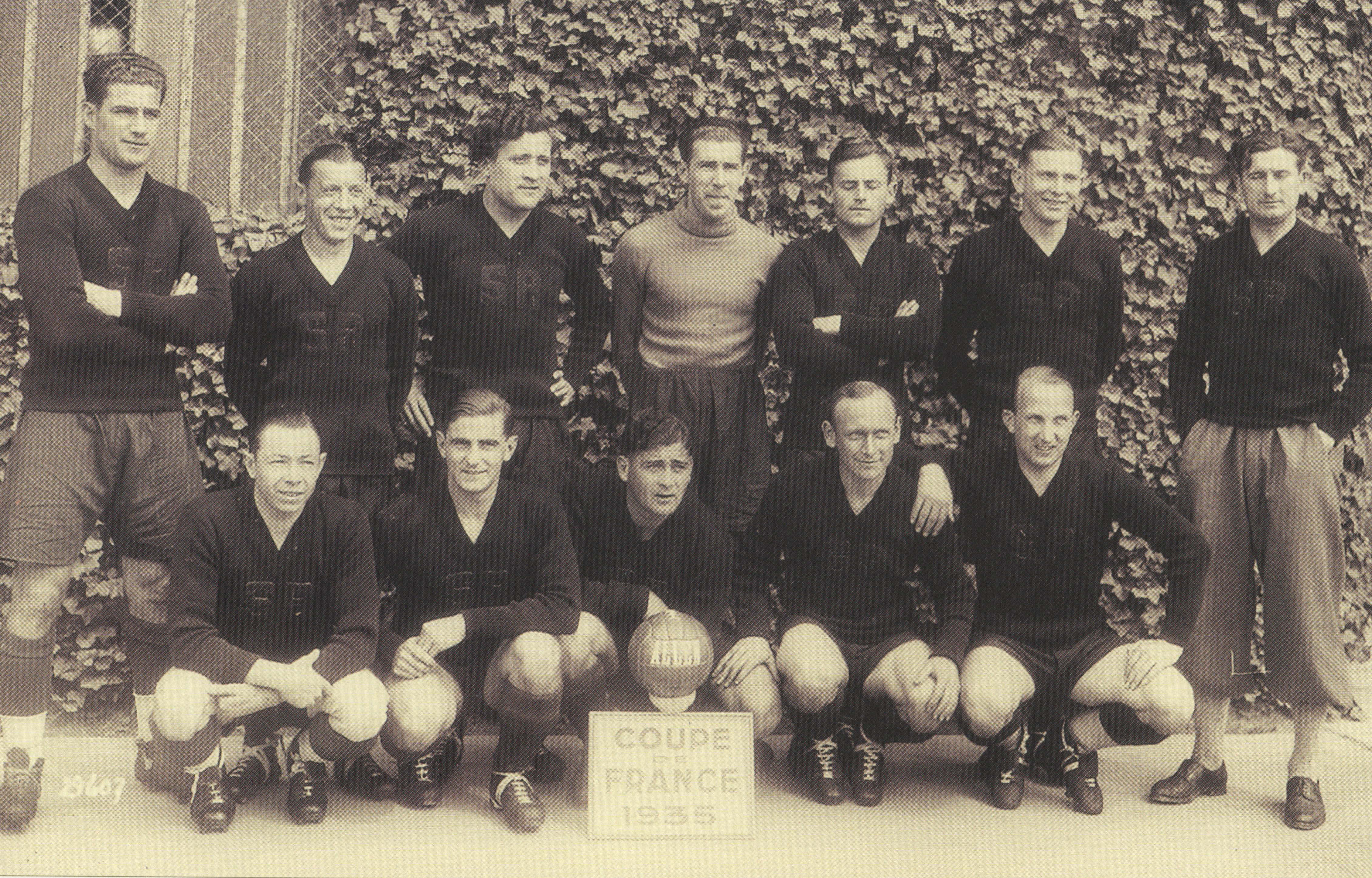
Equipo de Rennes en la final de la Copa de Francia

### Lyon
A la temporada siguiente es traspasado a Lyon, donde tendrían un gran rendimiento en la liga, terminando en segunda posición, a tres puntos de Racing Club de París.

### Cercle athlétique de París
En 1937 se muda a París para jugar en Cercle athlétique de París.
En el contexto del Mundial de Francia 1938, es contratado por la Selección de Brasil para trabajar de masajista. En esa época, en Europa, se vivía un clima tenso en lo que era la antesala de la Segunda Guerra Mundial, es así que Volante toma la decisión de mudarse a Brasil para jugar en Flamengo.

### Flamengo
1938 fue el primer año de Volante en Flamengo, club al que se adaptó muy rápido, conformando un gran equipo, sin embargo terminaría segundo por detrás de Fluminense. En 1939 se corona campeón del Campeonato Carioca y al año siguiente volvería a terminar segundo, otra vez por detrás de Fluminense, pero esta vez a 1 punto. En 1941 se repetiría lo ocurrido en 1940, Fluminense campeón con Flamengo segundo a un punto del primero. El equipo consagrándose bicampeón carioca en 1942 y 1943, este año volante se retiraría del fútbol y unos años después se convirtió en entrenador.

## Selección argentina
En 1929, Volante es convocado a la Selección Argentina, donde debutó ante Uruguay.

## Clubes
| Club                       | País      |
| -------------------------- | --------- |
| Lanús                      | Argentina |
| General San Martín         | Argentina |
| Platense                   | Argentina |
| San Lorenzo                | Argentina |
| Napoli                     | Italia    |
| Livorno                    | Italia    |
| Torino                     | Italia    |
| Rennes                     | Francia   |
| Olympique Lyon             | Francia   |
| Cercle athlétique de París | Francia   |
| Flamengo                   | Brasil    |

## Palmarés
| Título             | Equipo   | País   | Año  |
| ------------------ | -------- | ------ | ---- |
| Serie B            | Livorno  | Italia | 1933 |
| Campeonato Carioca | Flamengo | Brasil | 1939 |
| Campeonato Carioca | Flamengo | Brasil | 1942 |
| Campeonato Carioca | Flamengo | Brasil | 1943 |